# Synagoga w Bielsku
Synagoga w Bielsku-Białej – synagoga, która znajdowała się w Bielsku (od 1951 roku Bielsko-Biała), na Dolnym Przedmieściu, między dzisiejszymi ulicami Adama Mickiewicza i 3 Maja. Zniszczona podczas II wojny światowej.

## Historia
Synagoga została zbudowana w latach 1879–1881 według projektu Ludwika Schöne i Karola Korna w stylu neomauretańskim z akcentami neoromańskimi i była kopią powstałej rok wcześniej synagogi w węgierskim Szombathely autorstwa Ludwika Schöne. Gmina żydowska w Bielsku postanowiła wybudować nową synagogę w marcu 1879 roku. Po uroczystym otwarciu 22 września 1881 roku doszło do konfliktu między pierwotnym autorem planów Ludwikiem Schöne a Karolem Kornem, bowiem prasa podała wyłącznie nazwisko Korna jako architekta i wykonawcy świątyni. Schöne poinformował prasę, że Korn sprawował czynności architekta prowadzącego budowę, natomiast plany, detale artystyczne jak i obliczenie kosztów pochodziły z biura architektonicznego Ludwika Schöne w Wiedniu. Wykonawcą budowlanym synagogi była firma inżyniera Rosta z Białej.
Stanowiła charakterystyczny akcent architektoniczny miasta, posiadała attykę, liczne sterczyny z kopułami, neoromańskie okna oraz dwie ośmioboczne wieże z hełmami. Budowlę otaczała bujna zieleń. Główne wejście znajdowało się od strony ulicy Mickiewicza.
Podczas II wojny światowej, 13 września 1939 roku synagoga została doszczętnie zniszczona; zachowały się jedynie fundamenty i część piwniczna budynku. W latach 60. XX wieku zbudowano w jej miejscu modernistyczny gmach, w którym otworzono Galerię Bielską BWA.
W 1991 roku Komitet Obywatelski wmurował na zachodniej ścianie BWA tablicę pamiątkową.
W 2015 roku Matthias Seitner, inżynier architekt z Wiednia, wykonał wirtualną rekonstrukcję bielskiej synagogi, którą zaprezentował w 2017 roku w Galerii Bielskiej BWA, znajdującej się w miejscu zburzonej synagogi.